# Alastor xerxes
Alastor xerxes är en stekelart som beskrevs av Gusenleitner 1986. Alastor xerxes ingår i släktet Alastor och familjen Eumenidae. Inga underarter finns listade i Catalogue of Life.